# Solomnoré
Solomnoré est une localité située dans le département de Pissila de la province du Sanmatenga dans la région Centre-Nord au Burkina Faso.

## Géographie
Le village est à environ 12 km de Pissila et de la route nationale 3, axe important reliant à Tougouri à Kaya.

## Économie
L'agro-pastoralisme et le maraïchage sont les activités principales de Solomnoré, favorisées par l'irrigation permise par le lac du barrage de retenue du village (qui a cédé sous les pluies en 2009 avant d'être restauré en 2012).

## Éducation et santé
Le centre de soins le plus proche de Solomnoré est le centre de santé et de promotion sociale (CSPS) d'Issaogo tandis que le centre hospitalier régional (CHR) se trouve à Kaya.
Le village possède une école primaire publique.